# Relaciones República de China-Venezuela
Las relaciones Taiwán-Venezuela son las relaciones internacionales entre Taiwán (República de China) y Venezuela. Las relaciones entre Taiwán y Venezuela han sido casi inexistentes desde que Venezuela reconoció a la República Popular China en 1974, aunque las relaciones no oficiales se mantuvieron a través de la Oficina Económica y Cultural de Taipéi en Caracas hasta que fue cerrada 2009. En los años 2000, la creciente alianza entre el gobierno del presidente venezolano Hugo Chávez y la República Popular de China ha llevado a un rechazo más manifiesto de la Legitimidad Ciencia) por Venezuela.

## Historia
Las relaciones entre Taiwán y Venezuela comenzaron en agosto de 1944 cuando se estableció en Caracas una oficina perteneciente a la República de China. En septiembre de 1949, José Manuel Ferrer, que estaba a cargo de la oficina venezolana en China, se mudó con el gobierno de la República de China a Taipéi cuando Chiang Kai-shek perdió el control de la China continental.
José Gil Borges fue nombrado embajador de Venezuela en Taiwán en febrero de 1966. El 1 de julio de 1966 la anterior oficina de la RDC en Caracas fue promovida a la categoría de embajada. Venezuela rompió relaciones diplomáticas con Taiwán en favor de la República Popular China el 28 de junio de 1974. Se estableció una misión no oficial en Caracas, conocida como la Oficina Comercial de Taiwán, para reemplazar a la antigua embajada. Posteriormente se le dio el nombre de "Oficina Económica y Cultural de Taipéi". Desde el cierre de la Oficina en 2009, la Oficina Comercial de Taipéi en Bogotá, Colombia, ha sido responsable de Venezuela.

## Relaciones durante la presidencia de Chávez

### Renovación de la visa
En marzo de 2007, Venezuela derogó una exención de 90 días para los titulares de pasaportes de Taiwán. Desde entonces se han requerido visas para los ciudadanos de Taiwán. En junio, el gobierno venezolano decidió no renovar los visados para cinco miembros de la representación comercial de Taiwán en Caracas. En julio, el portavoz del Ministerio de Relaciones Exteriores de Taiwán, Wang Chien-yeh, dijo que Taiwán mantuvo conversaciones con el gobierno venezolano para llegar a un acuerdo para evitar el cierre de la representación comercial taiwanesa. En el caso del cierre de la oficina taiwanesa aquellos venezolanos que quieran viajar a Taiwán tienen que pedir visas en otros países como Colombia o Panamá y la gente de Taiwán que quiere visitar Venezuela tiene que pedir una visa en otros países como El consulado venezolano en Hong Kong.

### CPC Corporation, Taiwán
En 2007 Venezuela nacionalizó todos los yacimientos petrolíferos de propiedad extranjera y tomó posesión de campos petroleros pertenecientes a compañías que se negaron a firmar acuerdos de una empresa conjunta con Petróleos de Venezuela SA.
En julio de ese año, la empresa petrolera estatal de Taiwán, CPC Corporation, dijo que el gobierno de Venezuela le había pedido a la firma que renunciara a las acciones del 7,5 por ciento que CPC tiene en dos campos de petróleo Empresa tiene en el país sudamericano. El presidente del PCCh, Chen Pao-lang, dijo que el PCCh mantendrá contactos con el gobierno venezolano para defender sus derechos de exploración petrolera en los dos campos petroleros. Además Chen dijo que si no se avanza, la CPC no descarta un posible arbitraje internacional.

## Comercio
En 2005, Venezuela fue el octavo socio comercial más importante de América Latina para Taiwán. Taiwán exporta a Venezuela partes y accesorios de vehículos automóviles de las partidas, máquinas de prensas, maquinaria y equipo eléctrico y sus partes, aparatos de grabación de sonido, aparatos de imagen para televisión, reproductores, vehículos distintos de material rodante para ferrocarril o tranvía, artículos de caucho y caucho , Filamentos sintéticos, hierro y acero, algodón, muebles, instrumentos ópticos y juguetes. A cambio, Venezuela exporta a Taiwán productos químicos orgánicos, cueros y pieles en bruto, artículos de aluminio y aluminio, hierro y acero, plásticos y artículos de plástico, artículos de cobre y cobre, productos químicos inorgánicos, instrumentos ópticos, caucho y artículos.

## Migración
En 2007 alrededor de 400 personas de Taiwán vivían en Venezuela. Muchos de ellos eran propietarios de empresas que fabricaban plásticos, cerámicas, textiles, vidrio y productos terminados. A finales de julio de 2007, más de 100 pilotos, un jugador de béisbol y un estudiante de Venezuela vivían en Taiwán. Los pilotos han estado trabajando en Taiwán después de la bancarrota de algunas compañías aéreas venezolanas como Viasa y Avensa.